# Al-Mansuriya
Al-Mansuriya, al-Mansuriyaa o Mansuriyya  (en árabe: المنصوريه‎) fue la capital del Califato fatimí durante los reinados de los imanes chiíes ismaelíes al-Mansur Billah (946-953) y al-Mu'izz leí-Din Allah (953-975). Se situaba en el que es actualmente el extremo sudeste de la ciudad de Kairuán, Túnez, antigua capital de la Ifriqiya.
Erigida entre el 946 y el 972, al-Mansuriya era una ciudad amurallada, donde se erguían palacios cuidadosamente proyectados, rodeados de jardines, lagos artificiales y canales de agua. Durante un corto periodo, la ciudad fue el centro de un poderoso Estado que incluía la mayor parte del Norte de África y de Sicilia. Después de dejar de ser la capital fatimí, fue la capital provincial de los ziríes hasta 1057, cuando fue destruida por las tribus invasoras de los Banu Hilal. Todos los objetos y materiales útiles o de valor fueron saqueados durante los siglos siguientes y actualmente solo quedan vestigios de la antigua ciudad.

## Situación histórica

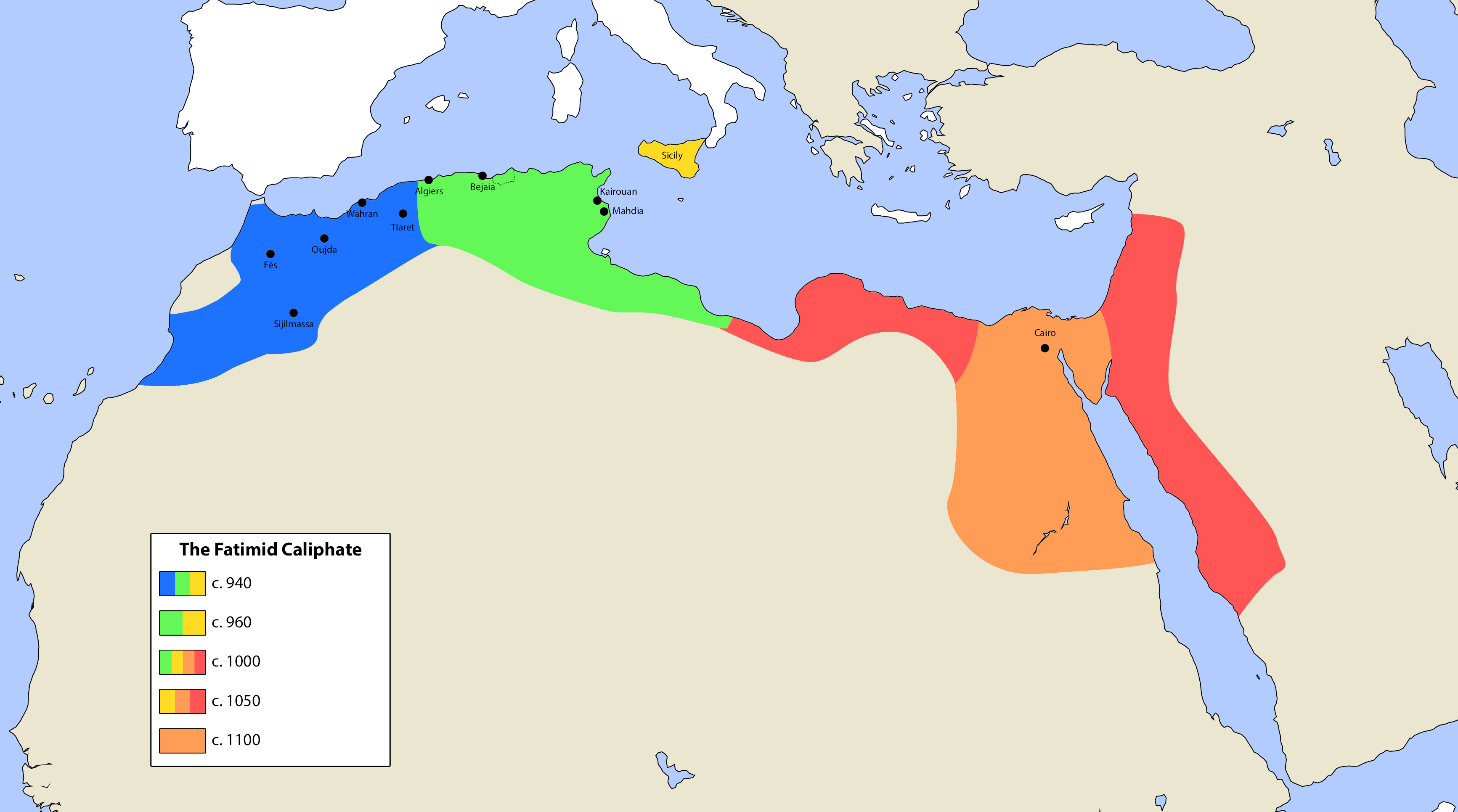
Mapa del Imperio fatimí (cronológico) Mapa dibujado

El Califato Fatimí tuvo su origen en un movimiento chiita ismailí comenzado en Siria por Abd Allah al-Akbar, que se presentaba como descendiente, a través de Ismail —el séptimo imán chiita— de Fátima, la hija del profeta del islam Mahoma, de la cual los fatimíes tomaron el nombre. En 899, Abdullah al-Mahdi Billah tomó la dirección del movimiento y poco después huyó de sus enemigos y se refugió en Sijilmasa, en el sur de Marruecos, donde predicó haciéndose pasar por mercader. Posteriormente, uno de sus seguidores, un noble llamado Abu 'Abdullah al-Shi'i, organizó una revuelta bereber que eliminó a la dinastía aglabí tunecina e invitó al-Mahdi a asumir el cargo de imán y califa. Se fundó entonces la ciudad de al-Mahdia en la costa del Mediterráneo para servir de capital del nuevo Estado. El Califato fatimí creció hasta incluir Sicilia y extenderse por todo el Norte de África, desde la costa atlántica hasta Libia.
El tercer califa fatimí de Ifriqiya fue el jefe ismailí Isma'il al-Mansur Bi-Nasrillah, que fue investido imán el 12 de abril del 946 en al-Mahdia, cinco semanas antes de que su padre muriese entre grandes dolores. Tomó el nombre de al-Mansur («el vencedor»). Por aquel entonces, al-Mahdia estaba cercada por el rebelde jariyí Abū Yazīd, contra el cual al-Mansur lanzó un ataque; en agosto del 946, las armas del califa fatimí se alzaron con la victoria en los combates por el control de Kairuán . Tras este triunfo, decidió fundar su nueva capital en el lugar donde había tenido su campamento durante la campaña, inmediatamente al sur de Kairuán. Trazó la planta de la ciudad inmediatamente después de la batalla, en 946, aunque pasó la guerra contra Abu Yazid continuó durante un año más.

## Construcción
Al-Mansuriya se situaba a menos de dos kilómetros al sur de la ciudad de Kairuán. Sustituyó a al-Mahdia como capital del imperio. Al-Mansur se instaló en la nueva ciudad en el 948. En la construcción se emplearon materiales de construcción traídos de la antigua capital aglabí de Raqqada, próxima a Kairuán y que había sido destruida por los rebeldes jariyíes.
La nueva ciudad ocupaba una superficie de cerca de cien hectáreas. Tenía forma circular, a semejanza de Bagdad en sus orígenes, figura escogida posiblemente con el objetivo de desafiar al califa suní abasí, que tenía su capital en aquella urbe. Las murallas tenían doce codos (5,5 metros) de espesor y fueron construidas con ladrillos cocidos unidos con argamasa de cal. El espacio entre las murallas y los edificios interiores era semejante al de la anchura de una autopista moderna. La ciudad disponía de una mezquita. El palacio del califa estaba cerca del centro, donde también había otros palacios usados para fines ceremoniales, diplomáticos y administrativos. El complejo palaciego ocupaba un terreno de cuarenta y cuatro hectáreas y el edificio principal se llamaba Sabra («fortaleza moral»). El historiador ibn Hammad (1153/4–1230) describió los edificios del palacio como estructuras altas y espléndidas rodeadas de jardines y agua, que demostraban la riqueza y poder del califa; sus nombres indican su naturaleza: la Sala de Audiencias Alcanforada, la Cámara de la Diadema, la Sala de Audiencias Perfumada y la Cámara de Plata.
La construcción de al-Mansuriya concluyó durante el reinado de al-Muizz, que aseguró el abastecimiento de agua mediante la construcción de un acueducto. De treinta y seis kilómetros de longitud, este empleó una estructura anterior construida por los aglabíes. Al-Muizz mandó construir un nuevo conducto en el acueducto y le añadió una extensión de nueve kilómetros. Otra construcción del tiempo de al-Muizz fue un gran salón, cuyas columnas, de más de un metro de diámetro, se trajeron de Susa, situada a un día de camino. Las obras de la ciudad acabaron en el 972, un año antes de que al-Muizz se instalase en Egipto.

## Ocupación

Extensión del Califato fatimí.

La ciudad era sobre todo una residencia real, que contenía palacios, jardines y una especie de jardín zoológico con leones, cuarteles y los establos reales. Al-Mansur trasladó a catorce mil familias kutama a la ciudad y creó un zoco (souq, mercado). Según ibn Muhadhdhab: «al-Muizz ordenó a los mercaderes de Kairuán que acudieran a sus tiendas y talleres en al-Mansuriya durante el día y regresaran a casa, junto de sus familias, al caer la noche». Se calcula que los portazgos cobrados a los productos que entraban en la ciudad por sus cuatro puertas ascendían a veintiséis mil dinares de plata al día.
En su apogeo, al-Mansuriya fue la capital de un Estado que se extendía por la mayor parte del Norte de África, desde Marruecos a Libia, e incluía también Sicilia, aunque estuviera en permanente amenaza por las ambiciones en la región tanto del Imperio bizantino como del Sacro Imperio (entonces gobernado por Otón I), dos potencias activas en el sur de Italia. En el 957, una embajada bizantina trajo el tributo del emperador de Constantinopla, al que estaba obligado por haber ocupado Calabria; llegada de esta región, la embajada trajo un rico cargamento compuesto por vasijas de oro y plata decoradas con piedras preciosas, sedas, brocados y otros objetos de valor. En Italia, al-Muizz planeó la invasión de Egipto, cuya conquista hizo que los fatimíes rivalizasen en poder con los abasíes de Bagdad.
El general fatimí Jawhar las-Siqilli conquistó  Egipto en el 969. Construyó una nueva ciudad palaciega en el territorio conquistado, cerca de Fustat, a la que también llamó al-Mansuriya. Cuando el imán  se instaló en ella en el 973, se cambió el nombre a al-Qahira (El Cairo). La nueva ciudad era rectangular y no circular. Ambas capitales fatimíes tenían mezquitas llamadas al-Azhar, derivadas del nombre de la hija de Mahoma, Fátima al-Azhar, y ambas tenían puertas llamadas Bab al-Futuh y Bab Zuwaila. Como al-Mansuriya, al-Qahira tenía igualmente dos palacios, uno para el califa y otro para su heredero, erigidos uno frente al otro.

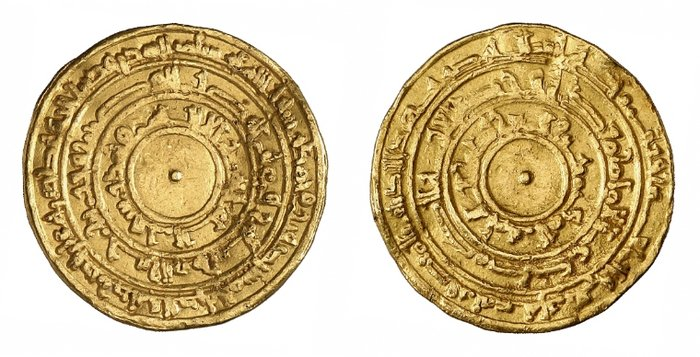
Dinar de oro acuñado en al-Mansuriya en el 955.

Después de que los califas fatimíes se trasladasen a Egipto, al-Mansuriya permaneció como capital de los ziríes, que fueron los gobernantes regionales durante los ochenta y cinco años siguientes. El gobernante zirí al-Mansur ibn Buluggin (r. 972-984) construyó un palacio para sí en la ciudad. Hay registros de una boda magnífica, en 1022 o 1023, de su nieto Al-Muizz ben Badis, para la cual se construyeron pabellones fuera de la ciudad, se expuso un extenso conjunto de textiles y bienes manufacturados y se tocó música con incontables instrumentos. Al-Muizz ben Badis, que gobernó Ifriquiya como vasallo de los fatimíes entre 1015 o 1016 y 1062, reconstruyó las murallas de Kairuán y levantó otras dos a lo largo de los lados de la carretera que conectaba esta con al-Mansuriya. Ordenó también el traslado de los talleres y del comercio de Kairuán a al-Mansuriya.

## Destrucción
La ciudad sufrió ataques de los árabes nómadas de la tribu Banu Hilal, lo que llevó a los ziríes a abandonarla y mudarse a al-Mahdia. Al-Mansuriya quedó abandonada para siempre. Los habitantes de Kairuán fueron llevándose poco a poco los materiales con los que había sido construida. A comienzos del siglo xxi, el terreno que había ocupado la ciudad era un descampado, atravesado por zanjas y rodeado de casas de gente pobre. Todo lo que podía ser aprovechado para la construcción u otros fines fue saqueado durante los siglos en que estuvo abandonada. Las piedras, ladrillos, vidrio y metal desaparecieron completamente. Apenas se conservan algunos fragmentos de estuco.

## Arqueología
Reconocimientos aéreos del lugar confirmaron que allí existió un gran recinto artificial, de forma aproximadamente circular, donde se distinguen vestigios de varios depósitos circules y rectangulares. Estos podrían ser las albercas descritas por el poeta de la corte Ali ibn Muhammad al-Iyadi, que rodeaban el palacio. Los cimientos se descubrieron durante unas excavaciones y hay también vestigios de las columnas del gran salón de columnas y de algunas partes del canal.
En la década de 1920, el orientalista francés George Marçais llevó a cabo una pequeña excavación. En la década de 1950, Slimane Mostafa Zbiss dirigió otra más minuciosa del palacio del cuadrante sudeste de la ciudad. Ese lugar fue objeto de más excavaciones llevadas a cabo por un equipo franco-tunecino entre el final de la década de 1970 y 1982. Sin embargo, pocos resultados fueron publicados y no hay registros de las localizaciones estratigráficas de los fragmentos de estuco que se encontraron.
Entre 2003 y 2008 se llevó  a cabo un proyecto más cuidadoso, durante el cual se realizó un esfuerzo para identificar el origen de los fragmentos de estuco. Hay pruebas de múltiples fases de ocupación, con diversos estilos decorativos, incluyendo patrones de flores y hojas, dibujos geométricos, de figuras humanas y animales, y epigrafía. Algunos de estos patrones se asemejan a obras preislámicas tunecinas, mientras que otras son de estilos comunes a otros yacimientos. Las señales de intercambios culturales con Egipto son menores de lo que cabría esperar, mientras que los restos encontrados muestran un grado sorprendente de contacto con al-Ándalus, a pesar de las hostilidades continuas entre los fatimíes y los omeyas de la península Ibérica.